# Warren Hastings
Warren Hastings (1732 – 1818), va ser un militar i polític angles i el primer governador general de Bengala des de 1772 i el primer governador general de l'Índia entre 1773 i 1785. Va ser acusat de corrupció política i destituït (Impeachment) el 1787, però després d'un llarg judici, va ser absolt el 1795. Va ser fet conseller privat (Her Majesty's Most Honourable Privy Council) el 1814.

### Primary sources
- Forrest, G.W., ed. Selections from The State Papers of the Governors-General of India — Warren Hastings (2 vols), Blackwell's, Oxford (1910)